# Crawford (Colorado)
Crawford é uma cidade  localizada no estado americano de Colorado, no Condado de Delta.

## Demografia
Segundo o censo americano de 2000, a sua população era de 366 habitantes.
Em 2006, foi estimada uma população de 389, um aumento de 23 (6.3%).

## Geografia
De acordo com o United States Census Bureau tem uma área de
0,7 km², dos quais 0,7 km² cobertos por terra e 0,0 km² cobertos por água.

## Localidades na vizinhança
O diagrama seguinte representa as localidades num raio de 40 km ao redor de Crawford.